# Archieparchia Aleppo (melchicka)
Melchicka Archieparchia Aleppo (łac. Archieparchia Aleppensis o Beroeensis Graecorum Melkitarum) – archieparchia Kościoła melchickiego w północnej Syrii, podległa bezpośrednio melchickiemu patriarsze Antiochii. Powstała w VI wieku jako eparchia, od VII wieku posiada status archieparchii.

## Główne świątynie
- Katedra: Katedra Zaśnięcia NMP w Aleppo

## Eparchowie
- Gerasimos Saigh BC (1721-1731)
- Maximos Hakim (1732-1760)
- Ignace Jarbou (1761-1776)
- Germanos Adam (1776-1809)
- Michel Mazloum (1810-1816)
- Basilios Haractengi BC (1816-1823)
- Ignace Haggiuri BA (1826-1831)
- Grégoire Pierre Chahiat (1831-1843)
- Dimitri Antaki (1844-1863)
- Paolo Hatem (1863-1885)
- Cirylle Geha (1885-1903)
- Joseph Cadi (1903-1919)
- Pierre-Macarie Saba (1919-1943)
- Isidore Fattal (1943-1961)
- Athanasios Toutoungi (1961-1968)
- Néophytos Edelby BA (1968-1995)
- Jean-Clément Jeanbart (1995-2021)
- Georges Masri (od 2021)